# Walter Delle Karth (narciarz)
Walter Delle Karth (ur. 12 sierpnia 1911, zm. w 2004) – austriacki  narciarz, specjalista kombinacji norweskiej, olimpijczyk.

## Kariera
Zajął 33. miejsce w kombinacji norweskiej na igrzyskach olimpijskich w 1936 w Garmisch-Partenkirchen. W biegu na 19 km zajął 46. pozycję (na 51 startujących), a w skokach był czwarty.
Startował również w mistrzostwach świata w latach 1933, 1935, 1936 i 1938.

## Rodzina
Jego synowie Werner, Dieter i Walter byli bobsleistami i olimpijczykami, a wnuk Nico brał udział w czterech letnich igrzyskach olimpijskich w żeglarstwie.